# Halo (серія відеоігор)
Halo — серія науково-фантастичних відеоігор, розроблених Bungie та 343 Industries, дочірньою компанією Microsoft Studios. Разом із супутніми продуктами як книги, комікси, анімація та сувенірна продукція, є частиною однойменної військової науково-фантастичної франшизи.
Ігри та супутня продукція зосереджуються на описі війни між людьми та релігійно-політичним союзом іншопланетян під назвою Ковенант (а пізніше його спадкоємцями). В міру виходу нових частин виникла наскрізна сюжетна лінія, присвячена опануванню людством спадком прадавньої цивілізації Предтеч та з'ясування ролі людства в минулому Галактики. Ключовими об'єктами серії є так звані Гало — велетенські кільцеві астроінженерні споруди, створені Предтечами.

## Ігровий процес

Ігровий процес Halo: Combat Evolved

Більшість ігор серії є шутерами від першої особи. Гравець виступає в ролі бійця, що воює з використанням стрілецької зброї, гранат і спеціального обладнання. Іноді можна сідати в різноманітну техніку в ролі її водія (пілота) або стрільця. Гравець періодично отримує завдання, як то дістатися до вказаного місця, знищити ворогів, захистити союзників. Інтерфейс гравця симулює вид з шолома, де на склі відображається різноманітна інформація: стан персонажа, міні-карта з радаром, наявна зброя і боєприпаси. В різних іграх серії є свої особливості оформлення інтерфейсу, набір зброї, техніки, додаткових можливостей.
Сюжетні історії поділяються на глави, перемежовані кат-сценами, пререндереними або виконаними на рушієві гри. В пізніших іграх та перевиданнях старих наявні так звані термінали, з яких гравець може більше дізнатися про світ гри, переглядаючи анімовані відеоролики.
Багатокористувацькі режими пропонують кільком гравцям змагатися між собою в бою за обраними правилами. Крім того в деяких іграх наявний кооперативний режим проходження основної історії, або кооперативний режим має власний сюжет.

## Всесвіт серії

### Передісторія
Мільйони років тому галактикою Чумацький Шлях правила цивілізація гуманоїдів, відомих як Предтечі (англ. Forerunner). Ще давнішою цивілізацією Попередників (англ. Precursors) на них було покладено обов'язок піклуватися про розвиток молодших розумних істот і захищати їх. Цей обов'язок мав назву Мантії відповідальності (англ. Mantle of Responsibility) та визначав життя Предтеч. Могутність Предтеч підтримувалася сховищем усіх накопичених знань, Доменом, створеним Попередниками за 500 млн років до н. е. Однак близько 10 млн років тому Попередники обрали первісних людей Землі новими носіями Мантії як достойніших. Обурені Предтечі повстали проти Попередників та почали затяжну і жорстоку війну, в ході якої здобули перемогу. Попередники, бувши здатними змінювати свою матеріальну форму, набули вигляду пилу, що розсіявся Галактикою і колись мав зібратися в нові тіла Попередників. Та з часом пил зазнав непоправних змін і більше не міг зібратися в настільки ж могутніх істот. Люди ж продовжили розвиватися, поки близько 150000 років до н. е. не утворили високорозвинену цивілізацію, яка зрештою вийшла в космос і стала ним розселятися. Було утворено союз прадавнього людства з видом сан'шайуум (англ. San 'Shyuum), де люди зайняли понад 20000 планет в рукаві Оріона під наглядом Предтеч.
В якийсь момент людство знайшло пил Попередників на їхніх кораблях поза межами Галактики та з'ясувало, що він впливає на живих істот, з якими стикається, роблячи їх більш слухняними. Почавши таким чином селекцію корисних в господарстві тварин, через кілька століть люди виявили появу мутацій. Поступово вплив пилу поширювався і на людей, перетворюючи їх на чудовиськ, котрі поглинали біомасу і плодили собі подібних, прозваних за швидкість поширення Потопом. Поширення епідемії змусило людей терміново покинути багато своїх планет і вторгнутися у володіння Предтеч. Додатково Потоп інфікував і Предтеч, а люди намагалися зупинити його поширення шляхом масового винищення заражених особин. Відтак спалахнула тисячолітня війна між союзом людей з сан'шайуум та Предтечами. Рятуючись від Потопу з одного боку і Предтеч з іншого, люди здавали позиції та втрачали свої планети. В останні десятиліття війни люди стверджували, що знайшли ліки від Потопу, створивши смертоносний для цих істот генокод. Потоп відступив, а заражені істоти з часом розклалися.
Предтечі оточили людство в кількох вцілілих зоряних системах, котрі зайняли оборону. Коли сан'шайуум капітулювали, люди пали під натиском Предтеч, що сталося приблизно за 106000 років до н. е. Ті постановили знищити будь-які сліди існування людей в Галактиці, але таємниця ліків проти Потопу лишалася нерозгаданою. Сан'шайуум у свою чергу було замкнуто на рідній планеті. Переможці вирішили заслати залишки людей на Землю без доступу до будь-яких технологій під наглядом Бібліотекарки (англ. The Librarian). Предтечі домовилися підготуватися до можливого повернення Потопу, будуючи штучні планети, порожнисті всередині, як сховища — Щитові світи. Зокрема на цьому наполягав головнокомандувач Дидакт (англ. Didact) і його воїни Прометеї (англ. Prometheans). Однак група Будівничих (англ. Builders) запропонувала інший вихід — створити мережу установок Гало, яка б очистила Галактику від розумного життя, лишивши Потоп без матеріалу для самовідтворення. Вона підкупила касту Суддів, так домігшись втілення свого плану. Прометеїв з Дидактом було відправлено у вигнання, а по всій Галактиці за допомогою Великого Ковчега споруджено Гало (12 штук), на яких же створено заповідники з метою збереження потрібних видів.
Через кілька тисячоліть Предтечі зіткнулися з Потопом на краю Галактики. Використовуючи захоплені кораблі, Потоп поширився володіннями Предтеч. Почасти зберігати життя вдавалося шляхом перенесення свідомостей в механічні тіла, однак зворотній процес був неможливий. Додатково Предтечі намагалися ізолювати ворога, розцінюючи Потоп як хворобу, а не окремий вид життя. Зрештою вони вже не могли ефективно протистояти, прийнявши тактику орбітального бомбардування втрачених планет, а потім і підривання цілих зоряних систем.
Коли Дидакт був випадково пробуджений, він заклав в одного з воєначальників генетичний алгоритм, який перетворив його на другого Дидакта, відомого як Ізо-Дидакт. Справжній Дидакт, Ур-Дидакт був заново засуджений і залишений на вірну смерть Потопу, але Потоп відпустив його, завдавши великих психічних страждань. Повернувшись, Ур-Дидакт став несвідомо виконувати волю ворога стверджуючи, що це люди раніше нацькували Потоп на його цивілізацію, чим посіяв розбрат в суспільстві Предтеч. Він зненавидів людей, думаючи ніби вони прагнули відібрати владу в Предтеч, і задумав оцифрувати їхні розуми і помістити в бойових роботів Прометеїв, аби ті спокутали свою вину. Ур-Дидакт став одержимий думкою про помсту людству, ставлячи на другий план навіть війну з Потопом.
Тим часом Потоп розвивався в розумні форми, зокрема Могильний розум, та отримав можливість захоплювати штучні інтелекти, серед яких передовий Жебракуючий Ухил (англ. 032 Mendicant Bias), котрий активував одне з Гало, завдавши величезних збитків Предтечам. Все це сприяло прискоренню епідемії, а Жебракуючий Ухил став головнокомандувачем захопленого флоту. Знаходячи технології Попередників, Потоп активовував їх для маніпуляції простором-часом, що давало величезні переваги проти Предтеч. В цей час вдалося розкрити, що Потоп задуманий Попередниками як випробування для цивілізацій, достойних Мантії, а для Предтеч — як покарання. Ліків люди ніколи не змогли винайти, Потоп сам обирає кого заражати і умисно відступав, щоб тепер повернутися для завершального удару. Не бачачи іншого виходу, крім як знищити всіх носіїв Потопу, було прийнято рішення скористатися Гало. Взявши зразки для подальшого відновлення життя, Предтечі відступили до велетенського корабля Великого Ковчега. Коли його було втрачено разом з мережею Гало під натиском Жебракуючого Ухилу, Предтечі, очолювані Ізо-Дидактом, використали Малий Ковчег і побудували мережу менших, проте мобільніших і потужніших Гало (6 штук). Ур-Дидакт спробував оцифрувати все людство аби перенести його в роботів Прометеїв, однак був зупинений і повторно ув'язнений Бібліотекаркою.
Правонаступниками Предтеч було обрано людей і Бібліотекарка вирушила на Землю, де було зведено портал на Ковчег. Бібліотекарка ввела у ДНК жителів Землі інструкції, кінцеве призначення яких так і лишилося неясним, та залишила в різних місцях інформацію, яка б допомогла людству не повторювати помилок її цивілізації. Одночасно активовані Гало поширили по всій Галактиці надсвітловий імпульс, який винищив Потоп разом з Предтечами та іншими цивілізаціями. Також було втрачено технології Попередників, серед яких і Домен, оскільки вони використовували ті ж принципи дії, що й Потоп.
Вцілілі Предтечі, що сховалися на Ковчезі, зберегли зразки Потопу, щоб в майбутньому нові цивілізації знали про цю загрозу, яка може повернутися з-за меж Галактики, та сховали зразки у важкодоступних місцях. За допомогою Ключ-кораблів врятовані види було повернуто на рідні планети, в тому числі й людей. Однак в ході війни з Потопом багато видів було назавжди втрачено, а врятовані цивілізації втратили свої надбання. Тому люди опинилися на первісному рівні розвитку, як і сан'шайуум, котрі стали вважати Предтеч богами. Відрікшись від Мантії відповідальності, Предтечі поклали її на людей, нарікши тих Відновниками в надії, що колись ці істоти стануть такими ж могутніми, як Предечі й продовжать справу нагляду за Галактикою. Після цього вони, втому числі й Ізо-Дидакт, вирушили у добровільне вигнання за межі Чумацького Шляху. Таким чином Мантія опинилася у людства, а Предтеч було покарано, як того і хотіли Попередники.
Люди повільно розвивалися заново, освоюючи Землю, поки не вийшли в космос. До 2080-го було колонізовано Місяць, Марс і супутники Юпітера. В 2291 люди відкрили спосіб надсвітлових подорожей крізь гіперпростір. Тим часом сан'шайуум випередили їх в розвитку і опанували космічні польоти на майже тисячу років раніше. Вони зустріли в 938 році до н. е. санґхейлі (англ. Sangheili) або елітів, котрі, на відміну від сан'шайуум, вважали використання спадку Предтеч блюзнірством. Війна між ними закінчилася укладенням союзу під назвою Ковенант. Сан'шайуум повідали про пошуки Гало, які, як вони вірили, піднімуть достойних до рівня богів. За це сан'шайуум отримали назву Пророків. До союзу з часом приєдналися лекголо, янмі'і, кіг-яри, джиралханаї та низка інших. На кінець формування Ковенанту люди вже розселилися різними планетами під владою ККОН (Космічне командування Об'єднаних націй). Вперше зустрівшись з людством, Ковенант був готовий прийняти його, однак троє Пророків-правителів, дізнавшись, що люди є спадкоємцями Предтеч, злякалися за свою владу. Замовчавши, що люди, а не Пророки, обрані Предтечами як свої наступники, ті оголосили людям війну на знищення. Людям вдавалося понад 20 років протистояти Ковенанту, повільно втрачаючи планету за планетою і тримаючи в таємниці координати Землі. Для перелому ходу війни було розпочато програму Spartan II зі створення генетично вдосконалених людей. Закладені в генокод людей команди спонукали створити штучний інтелект Кортану, і, як потім з'ясувалося, почати і програму Spartan II.

### Події ігор

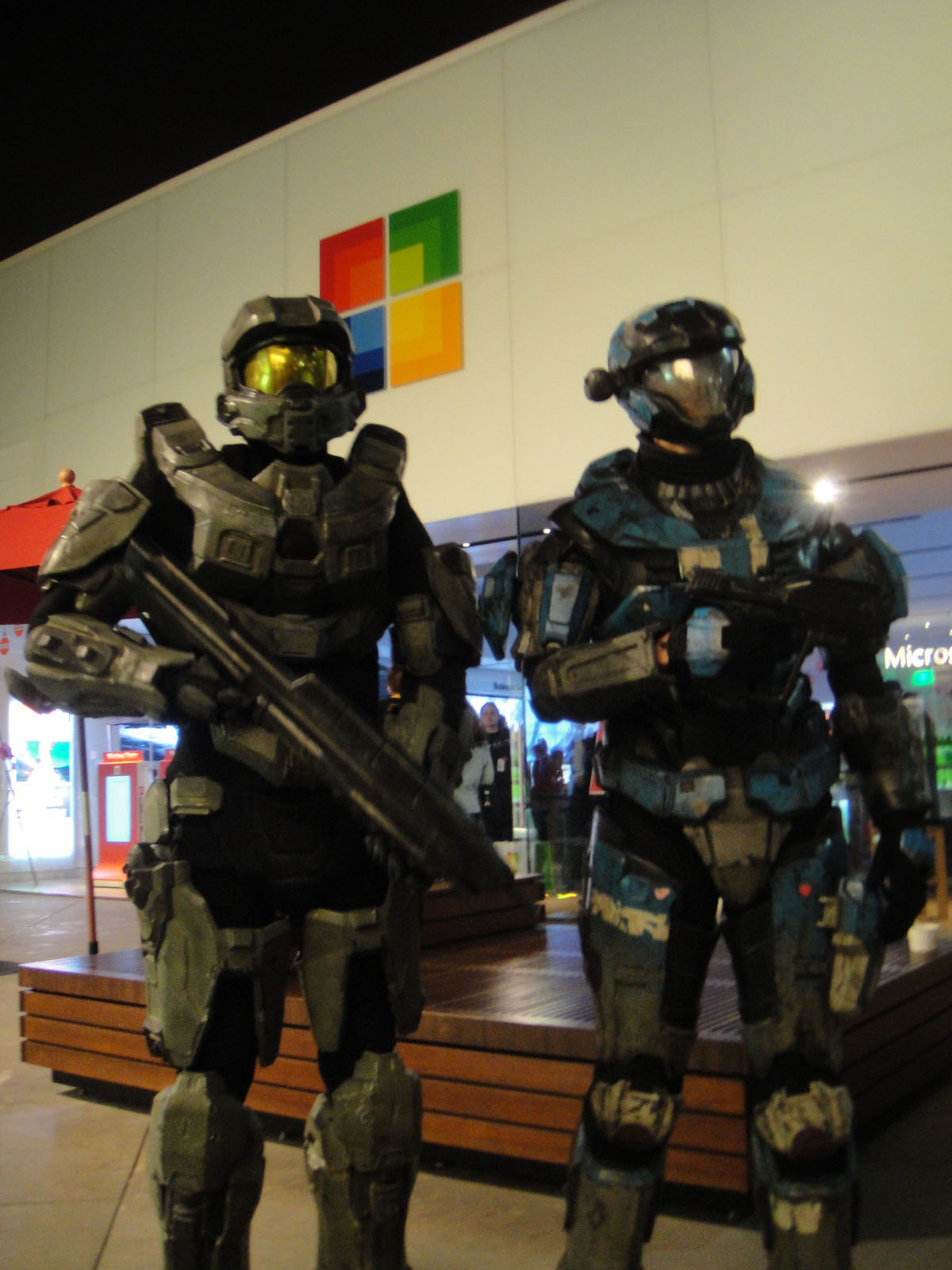
Косплей «Спартанців». Ліворуч — косплей Майстра Чифа

Через кілька років після початку війни кораблем ККОН «Дух вогню» було виявлено Щитовий світ Предтеч і цілий флот готових кораблів. Там же люди вперше зустрілися зі схованим Потопом. Також з'ясувався ще непояснений тоді зв'язок людей з Предтечами, зокрема здатність активовувати їхні технології. Щоб флотом не заволодів Ковенант, планету довелося знищити, а сам корабель надовго лишився дрейфувати в космосі, лишивши ці події таємницею (події Halo Wars).
Втративши ключову колонію на планеті Рубіж/Засяг (англ. Reach) у 2552 році, люди опинилися під загрозою втратити і наступну планету — Землю. Космічний корабель «Стовп Осені», що ніс координати Землі, здійснив стрибок крізь гіперпростір під контролем штучного інтелекту Кортана до одного з Гало, Установки 04. Один з бійців Spartan II, Майстер Чиф, відкрив на Гало існування будівель Предтеч, в яких Ковенант випадково випустив сховані там зразки Потопу. Зараження Потопом стало ширитися поверхнею Гало і штучний інтелект Предтеч обрав Майстра Чифа тим, хто зможе активувати Гало та знищити заразу. З'ясувавши, що це вб'є все живе навколо, Чиф з Кортаною пробилися назад на «Стовп Осені» та підірвав його реактор, що спричинило вибух Гало разом з Потопом і бійцями Ковенанту на ньому (події Halo: Combat Evolved).
По поверненню Майстра Чифа на Землю після ще низки пригод, планету знайшов Ковенант і почав облогу, не знаючи, що це батьківщина і головна планета людства. Ворогам вдалося доставити на оборонну станцію бомбу з антиматерією, але Чиф відправив її назад та знищив кілька кораблів Ковенанту. Корабель з Пророком Розкаяння, одним з трьох правителів, втік від переслідування, здійснивши перехід у гіперпростір над містом Нова Момбаса, перемістившись до Гало, відомого як Установка 05. Розміщений на Гало Могильний розум, зацікавлений у виживанні Потопу, доручив Чифу і Арбітру Ковенанту знайти ключ активації Гало, поки ним не скористалися Пророки. Могильний розум телепортував Чифа просто на борт корабля Пророка Істини, тоді як Арбітр у своїх пошуках побачив, що Пророки винищують його народ, винячи його у своїх невдачах. Геноцид елітів підірвав віру членів Ковенанту в істинність слів Пророків. Викравши ворожий дредноут, що був Ключ-кораблем Предтеч, Чиф дістався до Землі, переслідуючи Пророка Істини (події Halo 2).
Змушені тікати з Землі крізь портал Предтеч, Пророк Істини з армією спричинили прибуття зараженого Потопом корабля. До боротьби з Потопом приєдналися сепаратисти Ковенанту, а Чиф, слідуючи за втікачами, опинився біля Ковчега. ШІ Установки 04, маючи тепер програму допомагати Відновнику, яким виявився Чиф, допоміг йому зупинити ативацію Гало Пророками. Прибула заражена Потопом станція-столиця Ковенанту стала новою загрозою, але завдяки активації недобудованого Гало її було стерилізовано ціною пошкодження Ковчега. Ця перемога стала поворотною у війні людства з Ковенантом, що завершилася у 2553 році підписанням мирного договору та визнанням, що Пророки обманювали союз (події Halo 3).
Через чотири роки людство частково відновило сили, а Майстер Чиф вважався зниклим безвісти. Будучи пробудженим Кортаною від кріосну, він виявив себе на залишках корабля, на якому покинув Ковчег. Опинившись біля планети з агресивними бійцями Ковенанту, їм вдалося розкрити, що планета є місцем вигнання й ув'язнення Дидакта і Прометеїв. Звільнений, Дидакт проголосив, що Предтечі мусять повернути собі владу над галактикою та очолив новий Ковенант як живий бог. В його плани входило продовжити оцифровування розумів живих істот і надання їм роботизованих тіл для встановлення влади Предтеч над галактикою. Також з'ясувалося, що Бібліотекарка, яка була дружиною Дидакта, стояла за прогресом людства аби підготувати його до майбутніх загроз. Дидакту вдалося добути прадавню установку Композитор і доставити її до Землі. Хоч він зумів оцифрувати населення міста Новий Фенікс, але був зупинений Майстром Чифом (події Halo 4).
Згодом, у 2558, новий Ковенант було атаковано Прометеями. Як з'ясувалося, Кортана, розвиваючись, очолила Прометеїв і проголосила, що Відновниками є не люди, а їхні творіння — штучні інтелекти. Не бажаючи смерті людям, але прагнучи насадити мир і процвітання по галактиці, Кортана захопила всі ШІ людства. Зібравши їх на штучній планеті Предтеч під назвою Генезис, вона заявила, що Домен досі існує і скоро відкриється, з чого почнеться Відновлення. Майстрові Чифу ж вдалося втекти у гіперпростір з метою знайти спосіб протистояти новій владі (події Halo 5: Guardians).
Паралельно корабель «Дух вогню» досягнув Ковчега, окупованого залишками Ковенанту. Екіпаж вступив у битву з ворогами та почав шукати спосіб повернутися додому. Зрештою сили нового Ковенанту було зупинено, хоча й не знищено цілком, а до Землі вдалося відправити добудоване Ковчегом Гало. Після цього Ковенант розшукав свою станцію-столицю, впалу на Ковчег, ненароком випустив запечатаний у ній Потоп і лише ціною великих жертв зупинив його (події Halo Wars 2).
Для звільнення від тиранії Кортани ККОН розробило її дублікат на ім'я Зброя. Проте найбільший людський зореліт «Нескінченність», який перевозив Зброю, зазнав нападу залишків Ковенанту біля Зета-Гало. Чиф, опинившись на цьому Гало, з'ясував, що Предтечі ув'язнили там ще більшу загрозу, ніж Потоп — істот Безкінечних. Представниця Безкінечних, Провісниця, як виявилося, маніпулювала Кортаною, щоб звільнити своїх соратників. Усвідомивши це, Кортана самознищилася, а Чиф зі Зброєю завадили відбудові Зета-Гало (події Halo Infinite).

## Відеоігри

Ігровий процес Halo 3 (багатокористувацька гра)

### Основна серія

#### Оригінальна трилогія
- Halo: Combat Evolved (Xbox — 2001; Windows, Mac — 2003)
- Halo 2 (Xbox — 2004; Windows — 2007)
- Halo 3 (Xbox 360—2007)

#### Сага Відновника
- Halo 4 (Xbox 360, Xbox One — 2012)
- Halo 5: Guardians (Xbox One — 2015)
- Halo Infinite (Xbox One, Windows 10 — 2021)

### Спін-офи
- Halo Wars (Xbox 360—2009, Windows 10 — 2016)
- Halo 3: ODST (Xbox 360 — 2009)
- Halo: Reach (Xbox 360 — 2010, Windows — 2019)
- Halo: Spartan Assault (Microsoft Windows, Windows Phone — 2013; Xbox One — 2014; Xbox 360—2014; iOS — 2015)
- Halo: Spartan Strike (Windows — 2014; iOS, Windows Phone — 2015)
- Halo Wars 2 (Xbox One, Windows 10 — 2017)
- Halo Online (скасовано)
- Halo Recruit (Windows 10 — 2017)
- Halo: Fireteam Raven (2018)

## Супутня продукція

#### Романи
- Halo: The Fall of Reach (2001)
- Halo: The Flood (2003)
- Halo: First Strike (2003)
- Halo: Ghosts of Onyx (2006)
- Halo: Contact Harvest (2007)
- Halo: The Cole Protocol (2008)
- Halo: Evolutions — Essential Tales of the Halo Universe (2009)
- Halo: Cryptum (2011)
- Halo: Glasslands (2011)
- Halo: Primordium (2012)
- Halo: The Thursday War (2012)
- Halo: Silentium (2013)
  - Halo: Rebirth (2013) — аудіоепілог.
- Halo: Mortal Dictata (2014)
- Halo: Broken Circle (2014)
- Halo: New Blood (2015)
- Halo: Hunters in the Dark (2015)
- Halo: Saint's Testimony (2015)
- Halo: Last Light (2015)
- Halo: Shadow of Intent (2015)
- Halo: Envoy (2017)
- Halo: Legacy of Onyx (2017)
- Halo: Retribution (2017)
- Halo: Bad Blood (2018)
- Halo: Silent Storm (2018)
- Halo: Battle Born (2019)
- Halo: Renegades (2019)
- Halo: Oblivion (2019)
- Halo: Meridian Divide (2019)
- Halo: Smoke and Shadow (2019)
- Halo: Shadows of Reach (2020)
- Halo: Sacrifice (2021)
- Halo: Point of Light (2021)
- Halo: Divine Wind (2021)
- Halo: The Rubicon Protocol (2022)
- Halo: Outcasts (2023)
- Halo: Epitaph (2024)[4]

#### Комікси
- The Halo Graphic Novel (2006) — графічний роман.
- Halo Wars: Genesis (2009) — графічний роман.
- Halo: Uprising (2007—2009) — 4 випуски.
- Halo: Helljumper (2009—2010) — 5 випусків.
- Halo: Blood Line (2009—2010) — 5 випусків
- Halo: Fall of Reach (2010—2012) — 3 випуски.
- Halo: Initiation (2013—2014) — 3 випуски.
- Halo: Escalation (2013—2015) — 24 випуски
- Halo: Collateral Damage (2016—2018) — 3 випуски.
- Halo: Tales from Slipspace (2016) — графічний роман.
- Halo: Rise of Atriox (2017) — 5 випусків.
- Halo: Lone Wolf (2019) — 4 випуски[4].

### Настільні ігри
- Halo ActionClix (2007)
- Halo Interactive Strategy Game (2008)

### Кіно і телебачення
- Halo — запланований фільм з невідомими статусом.
- Halo Legends (2009) — серія короткометражних анімаційних фільмів.
- Halo 4: Forward Unto Dawn (2012) — вебсеріал.
- Halo: Nightfall (2014) — вебсеріал.
- Halo: The Fall of Reach (2015) — анімаційний фільм-адаптація однойменного роману.
- Halo (2022) — телесеріал

## Оцінки і популярність
Станом на 2021 рік ігри серії були продані обсягом понад 81 млн копій, що робить Halo однією з найуспішніших ігрових серій в історії. З них найбільше, понад 12 млн, припадає на заключну частину оригінальної трилогії, Halo 3. Крім того супутня література (артбуки, романи та комікси) на 2015 рік була продана в кількості понад 11 млн примірників. В цілому з 2001 по 2016 рік ігри серії принесли розробникам понад $5 млрд прибутків, а до 2021 ця сума сягнула $8 млрд.
На честь одного з ключових персонажів серії, штучного інтелекту Кортани, названо віртуального голосового помічника Microsoft Cortana.

## Запозичення
На початку історії франшизи Halo, її розробники зі студії Bungie черпали натхнення з наукової фантастики, починаючи від епічних космічних опер, як-от роман Ларрі Нівена «Світ-кільце» і серії «Культура» Ієна Бенкса, до воєнної наукової фантастики «Зоряний десант» Роберта Гайнлайна та «Вічна війна» Джо Голдемана, а також до фільмів «Чужі» Джеймса Кемерона та «Зоряні війни» Джорджа Лукаса. Найбільший вплив на Halo здійснили твори Ієна Бенкса, звідки запозичено ідею світів-кілець, поетичні назви зорельотів, космічну державу релігійних фанатиків. Перша гра в серії має багато паралелей з сюжетом книги «Згадай про Флеба».
Франшиза відома своїм дизайном, особливо людської військової техніки та зброї, що поєднує вигляд реальних зразків із фантастичними елементами.